# 27084 Heidilarson
27084 Heidilarson este o planetă minoră (asteroid), cu un diametru de 1,607 km, din centura de asteroizi. A fost descoperită pe 14 octombrie 1998 la Stația Anderson Mesa de Lowell Observatory Near-Earth-Object Search. 
Obiectul prezintă o orbită caracterizată de o semiaxă mare de 2,1633743 UAi, o excentricitate de 0,2, o înclinație de 2,67309 ° în raport cu ecliptica.